# 巨視的トンネル効果
巨視的トンネル効果（きょしてきトンネルこうか）は、多世界解釈を採った際に、量子力学で起こるトンネル効果が古典力学の世界でも成立すると解釈できる仮説の効果である。
トンネル効果は、原子レベルでの小さい世界で起こる現象だと考えられているが、しかし量子力学の多世界解釈を信じるとすると、我々が暮らすような空間的に巨大な系でも量子力学は成立することになる。そして、それが観測可能なのではないか? との期待がある。

## 第一種巨視的量子現象
第一種巨視的量子現象とは、ミクロの世界での量子効果によって、多数の粒子が同一の状態へと落ち込む（ボーズ・アインシュタイン凝縮）ことで、量子力学による物体の特異な振舞いが、巨視的な空間スケールの現象へと反映されることを指す。超流動・超伝導、レーザー光など。

## 第二種巨視的量子現象
第一種巨視的量子現象が、ミクロな量子効果が積み重なってマクロに現れる現象であるのに対し、第二種巨視的量子現象は、巨視的な物体間、状態間そのものの量子干渉効果を指す。シュレーディンガーの猫やSQUID、低温でのヘリウム同位体混合液の相分離（量子泡発生）、超重原子核の変形共存などが、この第二種巨視的量子現象ではないかと考えられている。デコヒーレンスは、この現象にとって致命的な役割を果たす。